# Amotz Zahavi
Amotz Zahavi (hebreo: אמוץ זהבי, Petaj Tikva, 1928 - Tel Aviv, 12 de mayo de 2017) fue un biólogo evolutivo israelí, Profesor Emérito del departamento de Zoología de la Universidad de Tel Aviv, y uno de los fundadores de la Sociedad para la Protección de la Naturaleza en Israel (Society for the Protection of Nature in Israel conocida como "SPNI"). 
Recibió el doctorado por la Universidad de Tel Aviv en 1970, y es conocido principalmente por enunciar la Principio de handicap, que explica la evolución de características, comportamientos o estructuras que aparecen en contra de ciertos principios de la evolución Darwiniana, puesto que parecen reducir la eficacia biológica y perjudicar al individuo que los porta. Evolucionando por selección sexual, estos actúan como señales del estatus del individuo, ayudando por ejemplo a atraer a posibles parejas. El propio Zahabi desarrolló esta teoría junto a las teorías de la señalización honesta y la idea de que la selección favorecería señales con altos costes, puesto que estos no pueden ser utilizados para engañar a la posible pareja.